# Awtowo (stacja kolejowa)
Awtowo (ros. Автово) – towarowa stacja kolejowa w miejscowości Petersburg, w Rosji. Obsługuje port morski Petersburg.
Stacja powstała w czasach carskich.

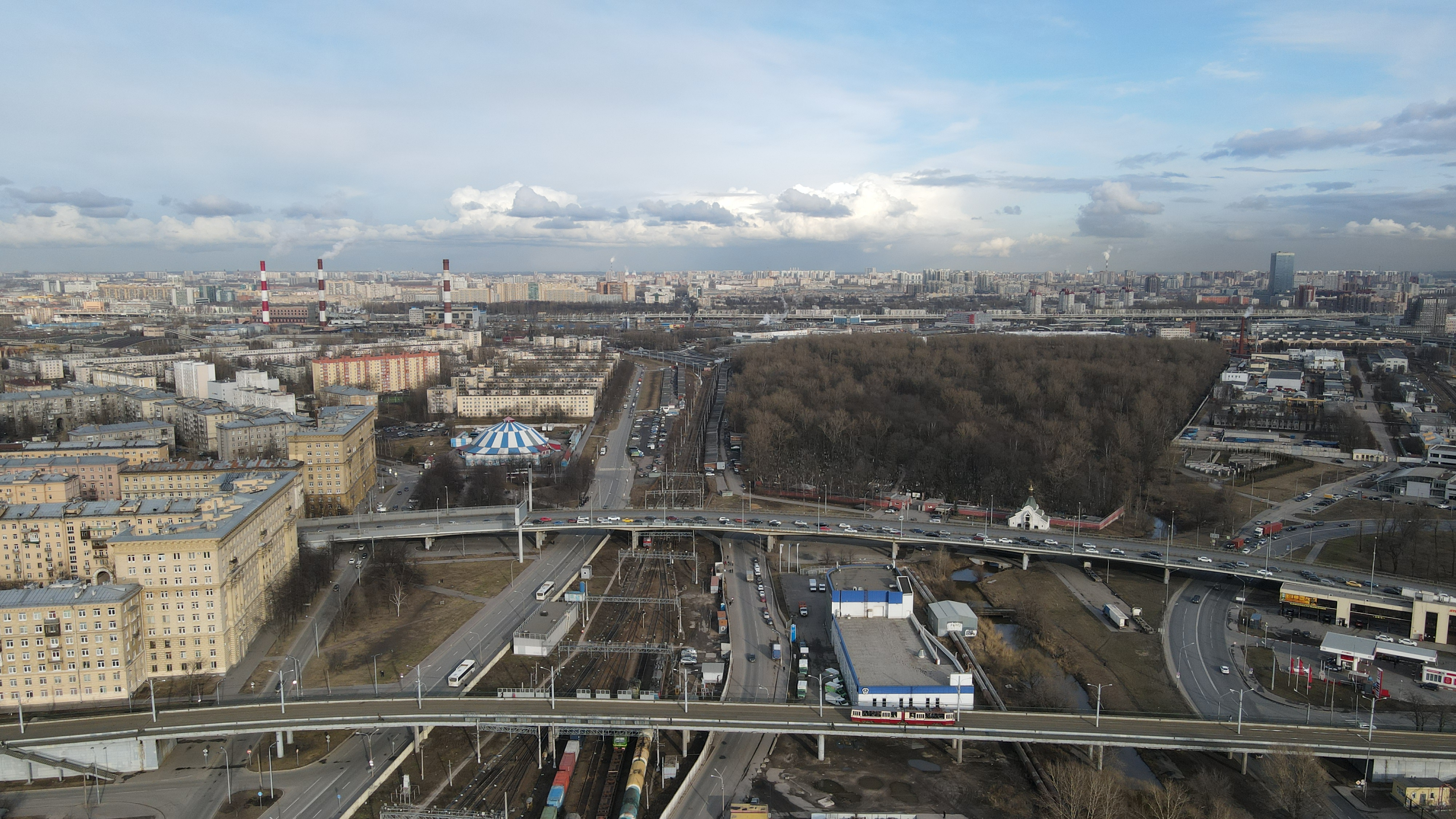
Widok w stronę miasta
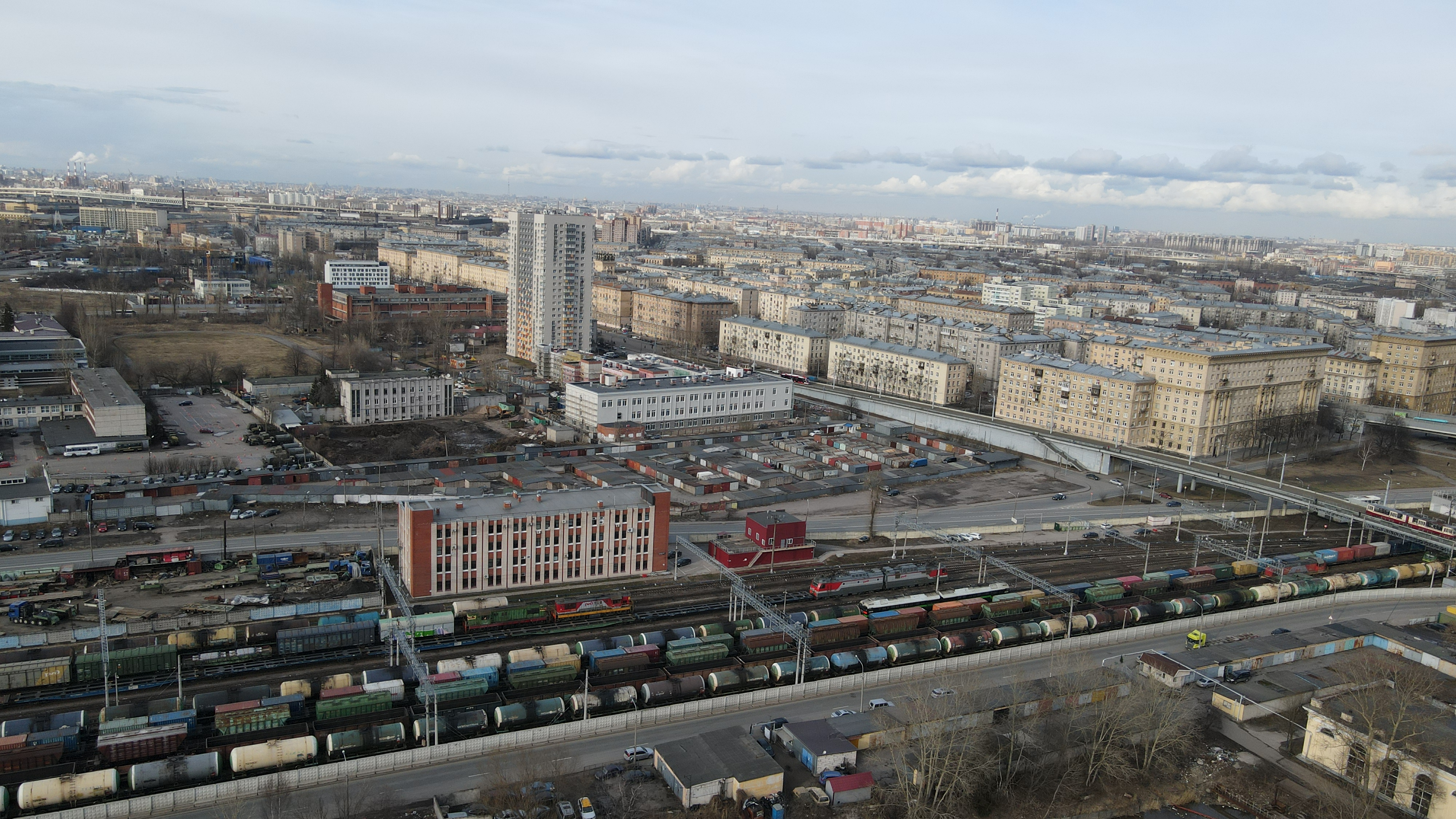